# Elecciones regionales de Áncash de 2022
Las elecciones regionales de Áncash de 2022 se llevaron a cabo el 2 de octubre de 2022 para elegir al gobernador regional, al vicegobernador regional y al Consejo Regional para el periodo 2023-2026. La elección se celebró simultáneamente con elecciones regionales y municipales (provinciales y distritales) en todo el Perú.

## Sistema electoral
El Gobierno Regional de Áncash es el órgano administrativo y de gobierno del departamento de Áncash. Está compuesto por el gobernador regional, el vicegobernador regional y el Consejo Regional.
La votación se realiza en base al sufragio universal, que comprende a todos los ciudadanos nacionales mayores de dieciocho años, empadronados y residentes en el departamento de Áncash y en pleno goce de sus derechos políticos.
El gobernador y vicegobernador regional son elegidos por sufragio directo. Para que un candidato sea proclamado ganador debe obtener no menos de 30 % de votos válidos. En caso ningún candidato logre ese porcentaje en la primera vuelta electoral, los dos candidatos más votados participan en una segunda vuelta o balotaje. No hay reelección inmediata de gobernadores regionales.
El Consejo Regional de Áncash está compuesto por 25 consejeros elegidos por sufragio directo para un período de cuatro (4) años. La votación es por lista cerrada y bloqueada. Cada provincia del departamento de Áncash constituye una circunscripción electoral. Se asigna a la lista ganadora los escaños según el método d'Hondt. La distribución y el número de consejeros regionales es la siguiente:
| Circunscripción | Escaños | Mapa |
| --- | ------- | ---- |
| Carhuaz, Huaraz, Huari, Huaylas y Yungay | 2       |      |
| Aija, Antonio Raimondi, Asunción, Bolognesi, Carlos Fermín Fitzcarrald, Casma, Corongo, Huarmey, Mariscal Luzuriaga, Ocros, Pallasca, Pomabamba, Recuay, Santa y Sihuas | 1       |      |

## Composición del Consejo Regional de Áncash
La siguiente tabla muestra la composición del Consejo Regional de Áncash en la actualidad.
| Partidos | Partidos                                              | Consejeros |
| -------- | ----------------------------------------------------- | ---------- |
|          | Movimiento Regional El Maicito                        | 6          |
|          | Somos Perú                                            | 5          |
|          | Movimiento Acción Nacionalista Peruano                | 4          |
|          | Siempre Unidos                                        | 3          |
|          | Alianza para el Progreso                              | 3          |
|          | Movimiento Independiente Regional Río Santa Caudaloso | 2          |
|          | Movimiento Independiente Regional Áncash a la Obra    | 2          |

## Elecciones internas
Los partidos políticos realizaron la convocatoria a elecciones internas (15–22 de enero de 2022) para definir a los candidatos de sus organizaciones en listas cerradas y bloqueadas. Se sometieron a elección las candidaturas a:
- Gobernador y vicegobernador regional de Áncash (2 candidaturas).
- Consejo Regional de Áncash (25 candidaturas).

Existen dos modalidades para la organización de las elecciones internas:
- Modalidad de elección directa: con voto universal, libre, voluntario, igual, directo y secreto de los afiliados. Fue la modalidad utilizada por Alianza Gobierno Unidad y Acción.[5] Las elecciones se realizaron el 15 de mayo de 2022.
- Modalidad de delegados: a través de delegados previamente elegidos mediante voto universal, libre, voluntario, igual, directo y secreto de los afiliados. Fue la modalidad utilizada por Movimiento Regional El Maicito,[6] Movimiento Acción Nacionalista Peruano,[6] Fuerza Popular,[7] Juntos por el Perú,[8] Avanza País,[9] Frente de la Esperanza[10] y Socios por Áncash.[6] Las elecciones se realizaron el 22 de mayo de 2022.

## Partidos y candidatos
A continuación se muestra una lista de los principales partidos y alianzas electorales que participan en las elecciones:
| Candidatura | Candidatura | Partidos y alianzas                                    | Candidatos | Candidatos                  | Ideología                                               | Resultado previo | Resultado previo | Ref.          |
| Candidatura | Candidatura | Partidos y alianzas                                    | Candidatos | Candidatos                  | Ideología                                               | Votos (%)        | Con.             | Ref.          |
| ----------- | ----------- | ------------------------------------------------------ | ---------- | --------------------------- | ------------------------------------------------------- | ---------------- | ---------------- | ------------- |
|             | MANPE       | Lista - Movimiento Acción Nacionalista Peruano (MANPE) |            | Luis Gonzales Cano          | Regionalismo ancashino                                  | 12.33%           | 4                | [ 11 ]        |
|             | FP          | Lista - Fuerza Popular (FP)                            |            | May Colchado Laguna         | Fujimorismo Conservadurismo social Populismo de derecha | 3.01%            | 0                | [ 11 ]        |
|             | JP          | Lista - Juntos por el Perú (JP)                        |            | Betto Barrionuevo Romero    | Socialismo democrático Progresismo                      | 2.13%            | 0                | [ 12 ]        |
|             | AvP         | Lista - Avanza País (AvP)                              |            | Julieta Pérez Reyes         | Conservadurismo liberal Neoliberalismo                  | Nuevo            | Nuevo            | [ 11 ]        |
|             | FE          | Lista - Frente de la Esperanza (FE)                    |            | Juan Vásquez Cruzado        | Reformismo                                              | Nuevo            | Nuevo            | [ 11 ]        |
|             | AGUA        | Lista - Alianza Gobierno Unidad y Acción (AGUA)        |            | Fabián Noriega Brito        | Regionalismo ancashino                                  | Nuevo            | Nuevo            | [ 13 ] [ 14 ] |
|             | C           | Lista - Socios por Áncash (C)                          |            | Enrique Alejandro Ocrospoma | Regionalismo ancashino                                  | Nuevo            | Nuevo            | [ 11 ]        |

## Sondeos de opinión
La siguiente tabla enumera las estimaciones de la intención de voto en orden cronológico inverso, mostrando las más recientes primero y utilizando las fechas en las que se realizó el trabajo de campo de la encuesta. Cuando se desconocen las fechas del trabajo de campo, se proporciona la fecha de publicación.
Leyenda:
     Sondeo realizado en el periodo de prohibición legal de la difusión de sondeos de intención de voto.

### Intención de voto
La siguiente tabla enumera las estimaciones ponderadas (sin incluir votos en blanco y nulos) de la intención de voto.
| Encuestadora/Medio            | Fecha             | Muestra | Fabián Noriega | Enrique Alejand. | Betto Barrion. | Luis Gonzales | Juan Vásquez | Julieta Pérez | May Colchado | Dif. |  |  |  |  |
| ----------------------------- | ----------------- | ------- | -------------- | ---------------- | -------------- | ------------- | ------------ | ------------- | ------------ | ---- |  |  |  |  |
| Encuestadora/Medio            | Fecha             | Muestra |                |                  |                |               |              |               |              |      |  |  |  |  |
| Elecciones regionales de 2022 | 2 oct 2022        | —       | 35.1           | 21.8             | 20.2           | 11.4          | 4.9          | 3.6           | 3.1          | 13.3 |  |  |  |  |
|                               |                   |         |                |                  |                |               |              |               |              |      |  |  |  |  |
| Ipsos Perú/América            | 2 oct 2022        | ?       | 36.3           | 19.5             | 18.5           | 13.7          | –            | –             | –            | 16.8 |  |  |  |  |
| Ipsos Perú/América            | 2 oct 2022        | ?       | 31.0           | 23.1             | 19.1           | 11.4          | –            | –             | –            | 7.9  |  |  |  |  |
| CIMA                          | 18–22 sep 2022    | 1146    | 26.2           | 32.2             | 21.5           | 9.2           | 5.5          | 2.6           | 2.7          | 6.0  |  |  |  |  |
| Klambp                        | 17–21 sep 2022    | 474     | 14.9           | 39.7             | 23.8           | 2.2           | 9.0          | 2.9           | 5.6          | 15.9 |  |  |  |  |
| CIMA                          | 5–9 sep 2022      | 1146    | 28.6           | 28.6             | 23.8           | 7.9           | 4.7          | 2.4           | 3.9          | —    |  |  |  |  |
| Klambp                        | 30 jun–6 jul 2022 | 205     | 22.9           | –                | 20.0           | 7.4           | –            | –             | 3.0          | 2.9  |  |  |  |  |
| Klambp                        | 5–14 jun 2022     | 210     | 24.0           | –                | 17.1           | 7.8           | –            | –             | 3.1          | 6.9  |  |  |  |  |
| CIMA                          | 6–11 jul 2021     | 1146    | 15.0           | –                | 21.9           | –             | –            | –             | –            | 6.9  |  |  |  |  |

### Preferencias de voto
La siguiente tabla enumera las preferencias de voto en bruto (incluyendo blancos, viciados y sin respuesta) y no ponderadas.
| Encuestadora/Medio            | Fecha             | Muestra | Fabián Noriega | Enrique Alejand. | Betto Barrion. | Luis Gonzales | Juan Vásquez | Julieta Pérez | May Colchado | B/V  | NS/NO | Dif. |  |  |  |  |
| ----------------------------- | ----------------- | ------- | -------------- | ---------------- | -------------- | ------------- | ------------ | ------------- | ------------ | ---- | ----- | ---- |  |  |  |  |
| Encuestadora/Medio            | Fecha             | Muestra |                |                  |                |               |              |               |              |      |       |      |  |  |  |  |
| Elecciones regionales de 2022 | 2 oct 2022        | —       | 23.9           | 14.8             | 13.8           | 7.7           | 3.3          | 2.4           | 2.1          | 31.9 | —     | 9.1  |  |  |  |  |
|                               |                   |         |                |                  |                |               |              |               |              |      |       |      |  |  |  |  |
| CIMA                          | 18–22 sep 2022    | 1146    | 24.8           | 30.5             | 20.4           | 8.7           | 5.2          | 2.5           | 2.6          | –    | 5.3   | 5.7  |  |  |  |  |
| Klambp                        | 17–21 sep 2022    | 474     | 11.6           | 31.0             | 18.6           | 1.7           | 7.0          | 2.3           | 4.4          | –    | 21.9  | 12.4 |  |  |  |  |
| CIMA                          | 5–9 sep 2022      | 1146    | 25.7           | 25.7             | 21.4           | 7.1           | 4.2          | 2.2           | 3.5          | –    | 10.2  | —    |  |  |  |  |
| Klambp                        | 30 jun–6 jul 2022 | 205     | 15.1           | –                | 13.2           | 4.9           | –            | –             | 2.0          | –    | 34.1  | 1.9  |  |  |  |  |
| Klambp                        | 5–14 jun 2022     | 210     | 14.8           | –                | 10.5           | 4.8           | –            | –             | 1.9          | 21.4 | 17.1  | 4.3  |  |  |  |  |
| CIMA                          | 6–11 jul 2021     | 1146    | 7.2            | –                | 10.5           | –             | –            | –             | –            | –    | 52.1  | 3.3  |  |  |  |  |

## Resultados

### Gobierno Regional de Áncash
|                      | Fabián Noriega Brito        | Alianza Gobierno Unidad y Acción (AGUA)        | 167,802 | 35.07 |  |  |  |
|                      | Enrique Alejandro Ocrospoma | Socios por Áncash (C)                          | 104,167 | 21.77 |  |  |  |
|                      | Betto Barrionuevo Romero    | Juntos por el Perú (JP)                        | 96,889  | 20.25 |  |  |  |
|                      | Luis Gonzales Cano          | Movimiento Acción Nacionalista Peruano (MANPE) | 54,341  | 11.36 |  |  |  |
|                      | Juan Vásquez Cruzado        | Frente de la Esperanza (FE)                    | 23,375  | 4.88  |  |  |  |
|                      | Julieta Pérez Reyes         | Avanza País (AvP)                              | 17,093  | 3.57  |  |  |  |
|                      | May Colchado Laguna         | Fuerza Popular (FP)                            | 14,873  | 3.11  |  |  |  |
|                      |                             |                                                |         |       |  |  |  |
| Total                | Total                       | Total                                          | 478,540 |       |  |  |  |
|                      |                             |                                                |         |       |  |  |  |
| Votos válidos        | Votos válidos               | Votos válidos                                  | 478,540 | 68.11 |  |  |  |
| Votos en blanco      | Votos en blanco             | Votos en blanco                                | 153,659 | 21.87 |  |  |  |
| Votos nulos          | Votos nulos                 | Votos nulos                                    | 70,425  | 10.02 |  |  |  |
| Votos emitidos       | Votos emitidos              | Votos emitidos                                 | 702,624 | 77.15 |  |  |  |
| Abstenciones         | Abstenciones                | Abstenciones                                   | 208,145 | 22.85 |  |  |  |
| Votantes registrados | Votantes registrados        | Votantes registrados                           | 910,769 |       |  |  |  |
|                      |                             |                                                |         |       |  |  |  |
| Fuente:              |                             |                                                |         |       |  |  |  |

### Consejo Regional de Áncash

#### Sumario general
|                        |                                                |              |              |              |         |         |  |
| Partidos y coaliciones | Partidos y coaliciones                         | Voto popular | Voto popular | Voto popular | Escaños | Escaños |  |
| Partidos y coaliciones | Partidos y coaliciones                         | Votos        | %            | ±pp          | Total   | +/−     |  |
|                        | Alianza Gobierno Unidad y Acción (AGUA)        | 136,747      | 27.40        | Nuevo        | 11      | +11     |  |
|                        | Socios por Áncash (C)                          | 93,629       | 18.76        | Nuevo        | 7       | +7      |  |
|                        | Movimiento Regional El Maicito (EM)            | 84,061       | 16.84        | +1.54        | 4       | –2      |  |
|                        | Juntos por el Perú (JP)                        | 81,671       | 16.37        | +13.78       | 3       | +3      |  |
|                        | Movimiento Acción Nacionalista Peruano (MANPE) | 50,128       | 10.04        | +0.05        | 0       | –4      |  |
|                        | Frente de la Esperanza (FE)                    | 21,794       | 4.37         | Nuevo        | 0       | ±0      |  |
|                        | Avanza País (AvP)                              | 17,960       | 3.60         | Nuevo        | 0       | ±0      |  |
|                        | Fuerza Popular (FP)                            | 13,055       | 2.62         | –0.31        | 0       | ±0      |  |
|                        |                                                |              |              |              |         |         |  |
| Total                  | Total                                          | 499,045      |              |              | 25      | ±0      |  |
|                        |                                                |              |              |              |         |         |  |
| Votos válidos          | Votos válidos                                  | 499,045      | 71.03        | +0.72        |         |         |  |
| Votos en blanco        | Votos en blanco                                | 131,571      | 18.73        | +1.10        |         |         |  |
| Votos nulos            | Votos nulos                                    | 72,008       | 10.25        | –1.81        |         |         |  |
| Votos emitidos         | Votos emitidos                                 | 702,624      | 77.15        | –1.99        |         |         |  |
| Abstenciones           | Abstenciones                                   | 208,145      | 22.85        | +1.99        |         |         |  |
| Votantes registrados   | Votantes registrados                           | 910,769      |              |              |         |         |  |
|                        |                                                |              |              |              |         |         |  |
| Fuente:                |                                                |              |              |              |         |         |  |

#### Resultados por provincia
| Provincia                 | AGUA | AGUA | C    | C   | EM   | EM   | JP   | JP   | MANPE | MANPE | FE  | FE  | AvP | AvP | FP  | FP  |   |
| Provincia                 | %    | E    | %    | E   | %    | E    | %    | E    | %     | E     | %   | E   | %   | E   | %   | E   |   |
| ------------------------- | ---- | ---- | ---- | --- | ---- | ---- | ---- | ---- | ----- | ----- | --- | --- | --- | --- | --- | --- | - |
| Provincia                 | Aija | 34.7 | 1    | 3.2 | –    | 32.7 | –    | 25.7 | –     | 1.0   | –   | 0.8 | –   | 0.9 | –   | 1.0 | – |
| Antonio Raimondi          | 32.4 | 1    | 26.6 | –   | 24.2 | –    | 11.6 | –    |       |       | 3.9 | –   | 1.5 | –   |     |     |   |
| Asunción                  | 30.2 | –    | 14.1 | –   | 47.3 | 1    | 7.0  | –    | 0.4   | –     | 0.3 | –   | 0.4 | –   | 0.3 | –   |   |
| Bolognesi                 | 24.7 | –    | 51.1 | 1   | 5.4  | –    | 10.8 | –    | 1.7   | –     | 0.6 | –   | 4.6 | –   | 1.1 | –   |   |
| Carhuaz                   | 35.7 | 1    | 20.5 | 1   | 20.1 | –    | 14.9 | –    | 2.0   | –     | 1.2 | –   | 3.7 | –   | 1.8 | –   |   |
| Carlos Fermín Fitzcarrald | 25.4 | –    | 38.3 | 1   | 12.7 | –    |      |      | 21.0  | –     | 0.4 | –   | 1.2 | –   | 1.0 | –   |   |
| Casma                     | 17.7 | –    | 19.2 | –   | 33.5 | 1    | 6.4  | –    | 17.5  | –     | 3.2 | –   | 1.5 | –   | 1.2 | –   |   |
| Corongo                   | 43.0 | 1    | 12.5 | –   | 5.4  | –    | 37.8 | –    | 0.3   | –     |     |     | 0.2 | –   | 0.8 | –   |   |
| Huaraz                    | 44.4 | 2    | 16.4 | –   | 7.1  | –    | 15.8 | –    | 4.7   | –     | 2.0 | –   | 8.1 | –   | 1.4 | –   |   |
| Huari                     | 29.0 | 1    | 28.0 | 1   | 25.6 | –    | 4.5  | –    | 9.9   | –     | 0.7 | –   | 1.7 | –   | 0.7 | –   |   |
| Huarmey                   | 16.8 | –    | 13.6 | –   | 35.7 | 1    | 12.8 | –    | 3.9   | –     | 6.0 | –   | 6.1 | –   | 5.2 | –   |   |
| Huaylas                   | 32.0 | 1    | 18.8 | 1   | 9.5  | –    | 13.8 | –    | 18.6  | –     | 3.1 | –   | 2.2 | –   | 2.1 | –   |   |
| Mariscal Luzuriaga        | 28.6 | –    | 45.4 | 1   | 2.1  | –    | 14.3 | –    | 1.0   | –     | 3.8 | –   | 3.9 | –   | 0.7 | –   |   |
| Ocros                     | 9.4  | –    | 37.3 | 1   | 10.1 | –    | 32.6 | –    | 2.2   | –     | 3.5 | –   | 3.8 | –   | 1.1 | –   |   |
| Pallasca                  | 21.4 | –    | 2.5  | –   | 43.4 | 1    | 24.4 | –    | 4.3   | –     | 1.5 | –   | 2.5 | –   |     |     |   |
| Pomabamba                 | 46.0 | 1    | 36.6 | –   | 11.4 | –    | 4.4  | –    | 0.6   | –     |     |     | 0.7 | –   | 0.3 | –   |   |
| Recuay                    | 39.5 | 1    | 10.6 | –   | 29.9 | –    | 17.8 | –    |       |       |     |     | 2.3 | –   |     |     |   |
| Santa                     | 18.9 | –    | 16.5 | –   | 14.6 | –    | 19.4 | 1    | 14.5  | –     | 8.4 | –   | 3.2 | –   | 4.6 | –   |   |
| Sihuas                    | 27.4 | –    | 3.3  | –   | 24.8 | –    | 28.3 | 1    | 13.9  | –     | 0.7 | –   | 1.1 | –   | 0.5 | –   |   |
| Yungay                    | 37.2 | 1    | 8.3  | –   | 14.8 | –    | 27.9 | 1    | 5.3   | –     | 0.8 | –   | 4.1 | –   | 1.7 | –   |   |
| Total                     | 27.4 | 11   | 18.8 | 7   | 16.8 | 4    | 16.4 | 3    | 10.0  | –     | 4.4 | –   | 3.6 | –   | 2.6 | –   |   |

Aija
| Partidos y coaliciones | Partidos y coaliciones                         | Voto popular | Voto popular | Voto popular | Escaños | Escaños |  |
| Partidos y coaliciones | Partidos y coaliciones                         | Votos        | %            | ±pp          | Total   | +/−     |  |
| ---------------------- | ---------------------------------------------- | ------------ | ------------ | ------------ | ------- | ------- |  |
|                        | Alianza Gobierno Unidad y Acción (AGUA)        | 1,437        | 34.67        | Nuevo        | 1       | +1      |  |
|                        | Movimiento Regional El Maicito (EM)            | 1,357        | 32.74        | +1.59        | 0       | –1      |  |
|                        | Juntos por el Perú (JP)                        | 1,066        | 25.72        | +15.58       | 0       | ±0      |  |
|                        | Socios por Áncash (C)                          | 133          | 3.21         | Nuevo        | 0       | ±0      |  |
|                        | Movimiento Acción Nacionalista Peruano (MANPE) | 42           | 1.01         | –11.53       | 0       | ±0      |  |
|                        | Fuerza Popular (FP)                            | 40           | 0.97         | +0.68        | 0       | ±0      |  |
|                        | Avanza País (AvP)                              | 38           | 0.92         | Nuevo        | 0       | ±0      |  |
|                        | Frente de la Esperanza (FE)                    | 32           | 0.77         | Nuevo        | 0       | ±0      |  |
|                        |                                                |              |              |              |         |         |  |
| Total                  | Total                                          | 4,145        |              |              | 1       | ±0      |  |
|                        |                                                |              |              |              |         |         |  |
| Votos válidos          | Votos válidos                                  | 4,145        | 84.15        | +5.22        |         |         |  |
| Votos en blanco        | Votos en blanco                                | 541          | 10.98        | –1.00        |         |         |  |
| Votos nulos            | Votos nulos                                    | 240          | 4.87         | –4.22        |         |         |  |
| Votos emitidos         | Votos emitidos                                 | 4,926        | 78.79        | –1.73        |         |         |  |
| Abstenciones           | Abstenciones                                   | 1,326        | 21.21        | +1.73        |         |         |  |
| Votantes registrados   | Votantes registrados                           | 6,252        |              |              |         |         |  |
|                        |                                                |              |              |              |         |         |  |
| Fuente:                |                                                |              |              |              |         |         |  |

Antonio Raimondi
| Partidos y coaliciones | Partidos y coaliciones                  | Voto popular | Voto popular | Voto popular | Escaños | Escaños |  |
| Partidos y coaliciones | Partidos y coaliciones                  | Votos        | %            | ±pp          | Total   | +/−     |  |
| ---------------------- | --------------------------------------- | ------------ | ------------ | ------------ | ------- | ------- |  |
|                        | Alianza Gobierno Unidad y Acción (AGUA) | 1,840        | 32.36        | Nuevo        | 1       | +1      |  |
|                        | Socios por Áncash (C)                   | 1,510        | 26.56        | Nuevo        | 0       | ±0      |  |
|                        | Movimiento Regional El Maicito (EM)     | 1,375        | 24.18        | +14.70       | 0       | ±0      |  |
|                        | Juntos por el Perú (JP)                 | 657          | 11.55        | +11.13       | 0       | ±0      |  |
|                        | Frente de la Esperanza (FE)             | 219          | 3.85         | Nuevo        | 0       | ±0      |  |
|                        | Avanza País (AvP)                       | 85           | 1.49         | Nuevo        | 0       | ±0      |  |
|                        |                                         |              |              |              |         |         |  |
| Total                  | Total                                   | 5,686        |              |              | 1       | ±0      |  |
|                        |                                         |              |              |              |         |         |  |
| Votos válidos          | Votos válidos                           | 5,686        | 72.24        | +22.93       |         |         |  |
| Votos en blanco        | Votos en blanco                         | 1,614        | 20.51        | +7.67        |         |         |  |
| Votos nulos            | Votos nulos                             | 571          | 7.25         | –30.59       |         |         |  |
| Votos emitidos         | Votos emitidos                          | 7,871        | 67.00        | –11.47       |         |         |  |
| Abstenciones           | Abstenciones                            | 3,876        | 33.00        | +11.47       |         |         |  |
| Votantes registrados   | Votantes registrados                    | 11,747       |              |              |         |         |  |
|                        |                                         |              |              |              |         |         |  |
| Fuente:                |                                         |              |              |              |         |         |  |

Asunción
| Partidos y coaliciones | Partidos y coaliciones                         | Voto popular | Voto popular | Voto popular | Escaños | Escaños |  |
| Partidos y coaliciones | Partidos y coaliciones                         | Votos        | %            | ±pp          | Total   | +/−     |  |
| ---------------------- | ---------------------------------------------- | ------------ | ------------ | ------------ | ------- | ------- |  |
|                        | Movimiento Regional El Maicito (EM)            | 1,580        | 47.33        | +31.06       | 1       | +1      |  |
|                        | Alianza Gobierno Unidad y Acción (AGUA)        | 1,007        | 30.17        | Nuevo        | 0       | ±0      |  |
|                        | Socios por Áncash (C)                          | 472          | 14.14        | Nuevo        | 0       | ±0      |  |
|                        | Juntos por el Perú (JP)                        | 235          | 7.04         | +6.74        | 0       | ±0      |  |
|                        | Movimiento Acción Nacionalista Peruano (MANPE) | 12           | 0.36         | –16.51       | 0       | ±0      |  |
|                        | Frente de la Esperanza (FE)                    | 11           | 0.33         | Nuevo        | 0       | ±0      |  |
|                        | Fuerza Popular (FP)                            | 11           | 0.33         | +0.20        | 0       | ±0      |  |
|                        | Avanza País (AvP)                              | 10           | 0.30         | Nuevo        | 0       | ±0      |  |
|                        |                                                |              |              |              |         |         |  |
| Total                  | Total                                          | 3,338        |              |              | 1       | ±0      |  |
|                        |                                                |              |              |              |         |         |  |
| Votos válidos          | Votos válidos                                  | 3,338        | 74.66        | +7.59        |         |         |  |
| Votos en blanco        | Votos en blanco                                | 626          | 14.00        | –5.71        |         |         |  |
| Votos nulos            | Votos nulos                                    | 507          | 11.34        | –1.88        |         |         |  |
| Votos emitidos         | Votos emitidos                                 | 4,471        | 71.60        | –0.61        |         |         |  |
| Abstenciones           | Abstenciones                                   | 1,773        | 28.40        | +0.61        |         |         |  |
| Votantes registrados   | Votantes registrados                           | 6,244        |              |              |         |         |  |
|                        |                                                |              |              |              |         |         |  |
| Fuente:                |                                                |              |              |              |         |         |  |

Bolognesi
| Partidos y coaliciones | Partidos y coaliciones                         | Voto popular | Voto popular | Voto popular | Escaños | Escaños |  |
| Partidos y coaliciones | Partidos y coaliciones                         | Votos        | %            | ±pp          | Total   | +/−     |  |
| ---------------------- | ---------------------------------------------- | ------------ | ------------ | ------------ | ------- | ------- |  |
|                        | Socios por Áncash (C)                          | 5,534        | 51.14        | Nuevo        | 1       | +1      |  |
|                        | Alianza Gobierno Unidad y Acción (AGUA)        | 2,676        | 24.73        | Nuevo        | 0       | ±0      |  |
|                        | Juntos por el Perú (JP)                        | 1,165        | 10.77        | +9.49        | 0       | ±0      |  |
|                        | Movimiento Regional El Maicito (EM)            | 584          | 5.40         | –3.68        | 0       | ±0      |  |
|                        | Avanza País (AvP)                              | 495          | 4.57         | Nuevo        | 0       | ±0      |  |
|                        | Movimiento Acción Nacionalista Peruano (MANPE) | 180          | 1.66         | –1.01        | 0       | ±0      |  |
|                        | Fuerza Popular (FP)                            | 124          | 1.15         | n/a          | 0       | ±0      |  |
|                        | Frente de la Esperanza (FE)                    | 63           | 0.58         | Nuevo        | 0       | ±0      |  |
|                        |                                                |              |              |              |         |         |  |
| Total                  | Total                                          | 10,821       |              |              | 1       | ±0      |  |
|                        |                                                |              |              |              |         |         |  |
| Votos válidos          | Votos válidos                                  | 10,821       | 73.90        | –3.23        |         |         |  |
| Votos en blanco        | Votos en blanco                                | 2,588        | 17.67        | +1.32        |         |         |  |
| Votos nulos            | Votos nulos                                    | 1,234        | 8.43         | +1.91        |         |         |  |
| Votos emitidos         | Votos emitidos                                 | 14,643       | 73.19        | –2.50        |         |         |  |
| Abstenciones           | Abstenciones                                   | 5,365        | 26.81        | +2.50        |         |         |  |
| Votantes registrados   | Votantes registrados                           | 20,008       |              |              |         |         |  |
|                        |                                                |              |              |              |         |         |  |
| Fuente:                |                                                |              |              |              |         |         |  |

Carhuaz
| Partidos y coaliciones | Partidos y coaliciones                         | Voto popular | Voto popular | Voto popular | Escaños | Escaños |  |
| Partidos y coaliciones | Partidos y coaliciones                         | Votos        | %            | ±pp          | Total   | +/−     |  |
| ---------------------- | ---------------------------------------------- | ------------ | ------------ | ------------ | ------- | ------- |  |
|                        | Alianza Gobierno Unidad y Acción (AGUA)        | 7,230        | 35.73        | Nuevo        | 1       | +1      |  |
|                        | Socios por Áncash (C)                          | 4,143        | 20.48        | Nuevo        | 1       | +1      |  |
|                        | Movimiento Regional El Maicito (EM)            | 4,064        | 20.09        | –9.63        | 0       | –1      |  |
|                        | Juntos por el Perú (JP)                        | 3,021        | 14.93        | +13.93       | 0       | ±0      |  |
|                        | Avanza País (AvP)                              | 755          | 3.73         | Nuevo        | 0       | ±0      |  |
|                        | Movimiento Acción Nacionalista Peruano (MANPE) | 407          | 2.01         | –13.60       | 0       | ±0      |  |
|                        | Fuerza Popular (FP)                            | 361          | 1.78         | ±0.00        | 0       | ±0      |  |
|                        | Frente de la Esperanza (FE)                    | 252          | 1.25         | Nuevo        | 0       | ±0      |  |
|                        |                                                |              |              |              |         |         |  |
| Total                  | Total                                          | 20,233       |              |              | 2       | ±0      |  |
|                        |                                                |              |              |              |         |         |  |
| Votos válidos          | Votos válidos                                  | 20,233       | 62.04        | –12.55       |         |         |  |
| Votos en blanco        | Votos en blanco                                | 9,155        | 28.07        | +11.74       |         |         |  |
| Votos nulos            | Votos nulos                                    | 3,226        | 9.89         | +0.82        |         |         |  |
| Votos emitidos         | Votos emitidos                                 | 32,614       | 82.77        | +0.07        |         |         |  |
| Abstenciones           | Abstenciones                                   | 6,791        | 17.23        | –0.07        |         |         |  |
| Votantes registrados   | Votantes registrados                           | 39,405       |              |              |         |         |  |
|                        |                                                |              |              |              |         |         |  |
| Fuente:                |                                                |              |              |              |         |         |  |

Carlos Fermín Fitzcarrald
| Partidos y coaliciones | Partidos y coaliciones                         | Voto popular | Voto popular | Voto popular | Escaños | Escaños |  |
| Partidos y coaliciones | Partidos y coaliciones                         | Votos        | %            | ±pp          | Total   | +/−     |  |
| ---------------------- | ---------------------------------------------- | ------------ | ------------ | ------------ | ------- | ------- |  |
|                        | Socios por Áncash (C)                          | 2,516        | 38.28        | Nuevo        | 1       | +1      |  |
|                        | Alianza Gobierno Unidad y Acción (AGUA)        | 1,667        | 25.37        | Nuevo        | 0       | ±0      |  |
|                        | Movimiento Acción Nacionalista Peruano (MANPE) | 1,379        | 20.98        | –24.85       | 0       | –1      |  |
|                        | Movimiento Regional El Maicito (EM)            | 837          | 12.74        | –10.19       | 0       | ±0      |  |
|                        | Avanza País (AvP)                              | 81           | 1.23         | Nuevo        | 0       | ±0      |  |
|                        | Fuerza Popular (FP)                            | 67           | 1.02         | +0.74        | 0       | ±0      |  |
|                        | Frente de la Esperanza (FE)                    | 25           | 0.38         | Nuevo        | 0       | ±0      |  |
|                        |                                                |              |              |              |         |         |  |
| Total                  | Total                                          | 6,572        |              |              | 1       | ±0      |  |
|                        |                                                |              |              |              |         |         |  |
| Votos válidos          | Votos válidos                                  | 6,572        | 63.52        | –9.63        |         |         |  |
| Votos en blanco        | Votos en blanco                                | 3,009        | 29.08        | +11.58       |         |         |  |
| Votos nulos            | Votos nulos                                    | 765          | 7.39         | –1.96        |         |         |  |
| Votos emitidos         | Votos emitidos                                 | 10,346       | 70.81        | –1.65        |         |         |  |
| Abstenciones           | Abstenciones                                   | 4,264        | 29.19        | +1.65        |         |         |  |
| Votantes registrados   | Votantes registrados                           | 14,610       |              |              |         |         |  |
|                        |                                                |              |              |              |         |         |  |
| Fuente:                |                                                |              |              |              |         |         |  |

Casma
| Partidos y coaliciones | Partidos y coaliciones                         | Voto popular | Voto popular | Voto popular | Escaños | Escaños |  |
| Partidos y coaliciones | Partidos y coaliciones                         | Votos        | %            | ±pp          | Total   | +/−     |  |
| ---------------------- | ---------------------------------------------- | ------------ | ------------ | ------------ | ------- | ------- |  |
|                        | Movimiento Regional El Maicito (EM)            | 8,177        | 33.46        | +21.83       | 1       | +1      |  |
|                        | Socios por Áncash (C)                          | 4,684        | 19.17        | Nuevo        | 0       | ±0      |  |
|                        | Alianza Gobierno Unidad y Acción (AGUA)        | 4,314        | 17.65        | Nuevo        | 0       | ±0      |  |
|                        | Movimiento Acción Nacionalista Peruano (MANPE) | 4,276        | 17.50        | +9.23        | 0       | ±0      |  |
|                        | Juntos por el Perú (JP)                        | 1,553        | 6.35         | +4.69        | 0       | ±0      |  |
|                        | Frente de la Esperanza (FE)                    | 770          | 3.15         | Nuevo        | 0       | ±0      |  |
|                        | Avanza País (AvP)                              | 374          | 1.53         | Nuevo        | 0       | ±0      |  |
|                        | Fuerza Popular (FP)                            | 291          | 1.19         | –1.17        | 0       | ±0      |  |
|                        |                                                |              |              |              |         |         |  |
| Total                  | Total                                          | 24,439       |              |              | 1       | ±0      |  |
|                        |                                                |              |              |              |         |         |  |
| Votos válidos          | Votos válidos                                  | 24,439       | 78.43        | +3.39        |         |         |  |
| Votos en blanco        | Votos en blanco                                | 4,613        | 14.80        | –2.90        |         |         |  |
| Votos nulos            | Votos nulos                                    | 2,109        | 6.77         | –0.49        |         |         |  |
| Votos emitidos         | Votos emitidos                                 | 31,161       | 81.43        | –1.48        |         |         |  |
| Abstenciones           | Abstenciones                                   | 7,106        | 18.57        | +1.48        |         |         |  |
| Votantes registrados   | Votantes registrados                           | 38,267       |              |              |         |         |  |
|                        |                                                |              |              |              |         |         |  |
| Fuente:                |                                                |              |              |              |         |         |  |

Corongo
| Partidos y coaliciones | Partidos y coaliciones                         | Voto popular | Voto popular | Voto popular | Escaños | Escaños |  |
| Partidos y coaliciones | Partidos y coaliciones                         | Votos        | %            | ±pp          | Total   | +/−     |  |
| ---------------------- | ---------------------------------------------- | ------------ | ------------ | ------------ | ------- | ------- |  |
|                        | Alianza Gobierno Unidad y Acción (AGUA)        | 1,575        | 43.00        | Nuevo        | 1       | +1      |  |
|                        | Juntos por el Perú (JP)                        | 1,386        | 37.84        | +19.90       | 0       | ±0      |  |
|                        | Socios por Áncash (C)                          | 457          | 12.48        | Nuevo        | 0       | ±0      |  |
|                        | Movimiento Regional El Maicito (EM)            | 198          | 5.41         | –19.11       | 0       | –1      |  |
|                        | Fuerza Popular (FP)                            | 28           | 0.76         | +0.37        | 0       | ±0      |  |
|                        | Movimiento Acción Nacionalista Peruano (MANPE) | 12           | 0.33         | –0.46        | 0       | ±0      |  |
|                        | Avanza País (AvP)                              | 7            | 0.19         | Nuevo        | 0       | ±0      |  |
|                        |                                                |              |              |              |         |         |  |
| Total                  | Total                                          | 3,663        |              |              | 1       | ±0      |  |
|                        |                                                |              |              |              |         |         |  |
| Votos válidos          | Votos válidos                                  | 3,663        | 80.07        | +6.74        |         |         |  |
| Votos en blanco        | Votos en blanco                                | 614          | 13.42        | –9.31        |         |         |  |
| Votos nulos            | Votos nulos                                    | 298          | 6.51         | +2.58        |         |         |  |
| Votos emitidos         | Votos emitidos                                 | 4,575        | 75.58        | –3.49        |         |         |  |
| Abstenciones           | Abstenciones                                   | 1,478        | 24.42        | +3.49        |         |         |  |
| Votantes registrados   | Votantes registrados                           | 6,053        |              |              |         |         |  |
|                        |                                                |              |              |              |         |         |  |
| Fuente:                |                                                |              |              |              |         |         |  |

Huaraz
| Partidos y coaliciones | Partidos y coaliciones                         | Voto popular | Voto popular | Voto popular | Escaños | Escaños |  |
| Partidos y coaliciones | Partidos y coaliciones                         | Votos        | %            | ±pp          | Total   | +/−     |  |
| ---------------------- | ---------------------------------------------- | ------------ | ------------ | ------------ | ------- | ------- |  |
|                        | Alianza Gobierno Unidad y Acción (AGUA)        | 30,919       | 44.41        | Nuevo        | 2       | +2      |  |
|                        | Socios por Áncash (C)                          | 11,416       | 16.40        | Nuevo        | 0       | ±0      |  |
|                        | Juntos por el Perú (JP)                        | 11,029       | 15.84        | +7.32        | 0       | ±0      |  |
|                        | Avanza País (AvP)                              | 5,636        | 8.09         | Nuevo        | 0       | ±0      |  |
|                        | Movimiento Regional El Maicito (EM)            | 4,973        | 7.14         | –3.10        | 0       | ±0      |  |
|                        | Movimiento Acción Nacionalista Peruano (MANPE) | 3,245        | 4.66         | –18.54       | 0       | –1      |  |
|                        | Frente de la Esperanza (FE)                    | 1,402        | 2.01         | Nuevo        | 0       | ±0      |  |
|                        | Fuerza Popular (FP)                            | 1,004        | 1.44         | +0.46        | 0       | ±0      |  |
|                        |                                                |              |              |              |         |         |  |
| Total                  | Total                                          | 69,624       |              |              | 2       | ±0      |  |
|                        |                                                |              |              |              |         |         |  |
| Votos válidos          | Votos válidos                                  | 69,624       | 69.12        | +2.58        |         |         |  |
| Votos en blanco        | Votos en blanco                                | 19,227       | 19.09        | +1.57        |         |         |  |
| Votos nulos            | Votos nulos                                    | 11,877       | 11.79        | –4.14        |         |         |  |
| Votos emitidos         | Votos emitidos                                 | 100,728      | 78.81        | –1.27        |         |         |  |
| Abstenciones           | Abstenciones                                   | 27,082       | 21.19        | +1.27        |         |         |  |
| Votantes registrados   | Votantes registrados                           | 127,810      |              |              |         |         |  |
|                        |                                                |              |              |              |         |         |  |
| Fuente:                |                                                |              |              |              |         |         |  |

Huari
| Partidos y coaliciones | Partidos y coaliciones                         | Voto popular | Voto popular | Voto popular | Escaños | Escaños |  |
| Partidos y coaliciones | Partidos y coaliciones                         | Votos        | %            | ±pp          | Total   | +/−     |  |
| ---------------------- | ---------------------------------------------- | ------------ | ------------ | ------------ | ------- | ------- |  |
|                        | Alianza Gobierno Unidad y Acción (AGUA)        | 10,956       | 28.97        | Nuevo        | 1       | +1      |  |
|                        | Socios por Áncash (C)                          | 10,574       | 27.96        | Nuevo        | 1       | +1      |  |
|                        | Movimiento Regional El Maicito (EM)            | 9,678        | 25.59        | +2.66        | 0       | –1      |  |
|                        | Movimiento Acción Nacionalista Peruano (MANPE) | 3,742        | 9.90         | +0.11        | 0       | ±0      |  |
|                        | Juntos por el Perú (JP)                        | 1,684        | 4.45         | +3.98        | 0       | ±0      |  |
|                        | Avanza País (AvP)                              | 644          | 1.70         | Nuevo        | 0       | ±0      |  |
|                        | Frente de la Esperanza (FE)                    | 264          | 0.70         | Nuevo        | 0       | ±0      |  |
|                        | Fuerza Popular (FP)                            | 274          | 0.72         | +0.16        | 0       | ±0      |  |
|                        |                                                |              |              |              |         |         |  |
| Total                  | Total                                          | 37,816       |              |              | 2       | ±0      |  |
|                        |                                                |              |              |              |         |         |  |
| Votos válidos          | Votos válidos                                  | 37,816       | 74.40        | +7.09        |         |         |  |
| Votos en blanco        | Votos en blanco                                | 10,498       | 20.65        | –0.06        |         |         |  |
| Votos nulos            | Votos nulos                                    | 2,517        | 4.95         | –7.03        |         |         |  |
| Votos emitidos         | Votos emitidos                                 | 50,831       | 78.11        | +2.25        |         |         |  |
| Abstenciones           | Abstenciones                                   | 14,245       | 21.89        | –2.25        |         |         |  |
| Votantes registrados   | Votantes registrados                           | 65,076       |              |              |         |         |  |
|                        |                                                |              |              |              |         |         |  |
| Fuente:                |                                                |              |              |              |         |         |  |

Huarmey
| Partidos y coaliciones | Partidos y coaliciones                         | Voto popular | Voto popular | Voto popular | Escaños | Escaños |  |
| Partidos y coaliciones | Partidos y coaliciones                         | Votos        | %            | ±pp          | Total   | +/−     |  |
| ---------------------- | ---------------------------------------------- | ------------ | ------------ | ------------ | ------- | ------- |  |
|                        | Movimiento Regional El Maicito (EM)            | 5,784        | 35.73        | +18.80       | 1       | +1      |  |
|                        | Alianza Gobierno Unidad y Acción (AGUA)        | 2,712        | 16.75        | Nuevo        | 0       | ±0      |  |
|                        | Socios por Áncash (C)                          | 2,198        | 13.58        | Nuevo        | 0       | ±0      |  |
|                        | Juntos por el Perú (JP)                        | 2,079        | 12.84        | +10.48       | 0       | ±0      |  |
|                        | Avanza País (AvP)                              | 987          | 6.10         | Nuevo        | 0       | ±0      |  |
|                        | Frente de la Esperanza (FE)                    | 966          | 5.97         | Nuevo        | 0       | ±0      |  |
|                        | Fuerza Popular (FP)                            | 835          | 5.16         | –8.76        | 0       | ±0      |  |
|                        | Movimiento Acción Nacionalista Peruano (MANPE) | 628          | 3.88         | +0.63        | 0       | ±0      |  |
|                        |                                                |              |              |              |         |         |  |
| Total                  | Total                                          | 16,189       |              |              | 1       | ±0      |  |
|                        |                                                |              |              |              |         |         |  |
| Votos válidos          | Votos válidos                                  | 16,189       | 84.00        | +2.95        |         |         |  |
| Votos en blanco        | Votos en blanco                                | 2,192        | 11.37        | –2.04        |         |         |  |
| Votos nulos            | Votos nulos                                    | 892          | 4.63         | –0.90        |         |         |  |
| Votos emitidos         | Votos emitidos                                 | 19,273       | 78.92        | –2.71        |         |         |  |
| Abstenciones           | Abstenciones                                   | 5,148        | 21.08        | +2.71        |         |         |  |
| Votantes registrados   | Votantes registrados                           | 24,421       |              |              |         |         |  |
|                        |                                                |              |              |              |         |         |  |
| Fuente:                |                                                |              |              |              |         |         |  |

Huaylas
| Partidos y coaliciones | Partidos y coaliciones                         | Voto popular | Voto popular | Voto popular | Escaños | Escaños |  |
| Partidos y coaliciones | Partidos y coaliciones                         | Votos        | %            | ±pp          | Total   | +/−     |  |
| ---------------------- | ---------------------------------------------- | ------------ | ------------ | ------------ | ------- | ------- |  |
|                        | Alianza Gobierno Unidad y Acción (AGUA)        | 8,132        | 31.98        | Nuevo        | 1       | +1      |  |
|                        | Socios por Áncash (C)                          | 4,775        | 18.78        | Nuevo        | 1       | +1      |  |
|                        | Movimiento Acción Nacionalista Peruano (MANPE) | 4,738        | 18.63        | +8.95        | 0       | ±0      |  |
|                        | Juntos por el Perú (JP)                        | 3,509        | 13.80        | +13.18       | 0       | ±0      |  |
|                        | Movimiento Regional El Maicito (EM)            | 2,420        | 9.52         | –6.84        | 0       | –1      |  |
|                        | Frente de la Esperanza (FE)                    | 776          | 3.05         | Nuevo        | 0       | ±0      |  |
|                        | Avanza País (AvP)                              | 555          | 2.18         | Nuevo        | 0       | ±0      |  |
|                        | Fuerza Popular (FP)                            | 527          | 2.07         | –5.39        | 0       | ±0      |  |
|                        |                                                |              |              |              |         |         |  |
| Total                  | Total                                          | 25,432       |              |              | 2       | ±0      |  |
|                        |                                                |              |              |              |         |         |  |
| Votos válidos          | Votos válidos                                  | 25,432       | 72.63        | +0.14        |         |         |  |
| Votos en blanco        | Votos en blanco                                | 6,714        | 19.18        | +1.42        |         |         |  |
| Votos nulos            | Votos nulos                                    | 2,868        | 8.19         | –1.56        |         |         |  |
| Votos emitidos         | Votos emitidos                                 | 35,014       | 79.16        | –0.03        |         |         |  |
| Abstenciones           | Abstenciones                                   | 9,220        | 20.84        | +0.03        |         |         |  |
| Votantes registrados   | Votantes registrados                           | 44,234       |              |              |         |         |  |
|                        |                                                |              |              |              |         |         |  |
| Fuente:                |                                                |              |              |              |         |         |  |

Mariscal Luzuriaga
| Partidos y coaliciones | Partidos y coaliciones                         | Voto popular | Voto popular | Voto popular | Escaños | Escaños |  |
| Partidos y coaliciones | Partidos y coaliciones                         | Votos        | %            | ±pp          | Total   | +/−     |  |
| ---------------------- | ---------------------------------------------- | ------------ | ------------ | ------------ | ------- | ------- |  |
|                        | Socios por Áncash (C)                          | 4,289        | 45.47        | Nuevo        | 1       | +1      |  |
|                        | Alianza Gobierno Unidad y Acción (AGUA)        | 2,700        | 28.63        | Nuevo        | 0       | ±0      |  |
|                        | Juntos por el Perú (JP)                        | 1,352        | 14.33        | +14.13       | 0       | ±0      |  |
|                        | Avanza País (AvP)                              | 368          | 3.90         | Nuevo        | 0       | ±0      |  |
|                        | Frente de la Esperanza (FE)                    | 357          | 3.78         | Nuevo        | 0       | ±0      |  |
|                        | Movimiento Regional El Maicito (EM)            | 201          | 2.13         | –16.19       | 0       | ±0      |  |
|                        | Movimiento Acción Nacionalista Peruano (MANPE) | 98           | 1.04         | –15.83       | 0       | ±0      |  |
|                        | Fuerza Popular (FP)                            | 67           | 0.71         | n/a          | 0       | ±0      |  |
|                        |                                                |              |              |              |         |         |  |
| Total                  | Total                                          | 9,432        |              |              | 1       | ±0      |  |
|                        |                                                |              |              |              |         |         |  |
| Votos válidos          | Votos válidos                                  | 9,432        | 70.08        | –5.20        |         |         |  |
| Votos en blanco        | Votos en blanco                                | 3,372        | 25.06        | +8.88        |         |         |  |
| Votos nulos            | Votos nulos                                    | 654          | 4.86         | –3.69        |         |         |  |
| Votos emitidos         | Votos emitidos                                 | 13,458       | 77.28        | –0.30        |         |         |  |
| Abstenciones           | Abstenciones                                   | 3,957        | 22.72        | +0.30        |         |         |  |
| Votantes registrados   | Votantes registrados                           | 17,415       |              |              |         |         |  |
|                        |                                                |              |              |              |         |         |  |
| Fuente:                |                                                |              |              |              |         |         |  |

Ocros
| Partidos y coaliciones | Partidos y coaliciones                         | Voto popular | Voto popular | Voto popular | Escaños | Escaños |  |
| Partidos y coaliciones | Partidos y coaliciones                         | Votos        | %            | ±pp          | Total   | +/−     |  |
| ---------------------- | ---------------------------------------------- | ------------ | ------------ | ------------ | ------- | ------- |  |
|                        | Socios por Áncash (C)                          | 1,588        | 37.27        | Nuevo        | 1       | +1      |  |
|                        | Juntos por el Perú (JP)                        | 1,389        | 32.60        | +14.81       | 0       | ±0      |  |
|                        | Movimiento Regional El Maicito (EM)            | 429          | 10.07        | +6.69        | 0       | ±0      |  |
|                        | Alianza Gobierno Unidad y Acción (AGUA)        | 402          | 9.43         | Nuevo        | 0       | ±0      |  |
|                        | Avanza País (AvP)                              | 163          | 3.83         | Nuevo        | 0       | ±0      |  |
|                        | Frente de la Esperanza (FE)                    | 149          | 3.50         | Nuevo        | 0       | ±0      |  |
|                        | Movimiento Acción Nacionalista Peruano (MANPE) | 92           | 2.16         | –10.45       | 0       | ±0      |  |
|                        | Fuerza Popular (FP)                            | 49           | 1.15         | –3.55        | 0       | ±0      |  |
|                        |                                                |              |              |              |         |         |  |
| Total                  | Total                                          | 4,261        |              |              | 1       | ±0      |  |
|                        |                                                |              |              |              |         |         |  |
| Votos válidos          | Votos válidos                                  | 4,261        | 82.38        | +32.84       |         |         |  |
| Votos en blanco        | Votos en blanco                                | 715          | 13.82        | –28.04       |         |         |  |
| Votos nulos            | Votos nulos                                    | 196          | 3.79         | –4.81        |         |         |  |
| Votos emitidos         | Votos emitidos                                 | 5,172        | 79.05        | +1.30        |         |         |  |
| Abstenciones           | Abstenciones                                   | 1,371        | 20.95        | –1.30        |         |         |  |
| Votantes registrados   | Votantes registrados                           | 6,543        |              |              |         |         |  |
|                        |                                                |              |              |              |         |         |  |
| Fuente:                |                                                |              |              |              |         |         |  |

Pallasca
| Partidos y coaliciones | Partidos y coaliciones                         | Voto popular | Voto popular | Voto popular | Escaños | Escaños |  |
| Partidos y coaliciones | Partidos y coaliciones                         | Votos        | %            | ±pp          | Total   | +/−     |  |
| ---------------------- | ---------------------------------------------- | ------------ | ------------ | ------------ | ------- | ------- |  |
|                        | Movimiento Regional El Maicito (EM)            | 3,648        | 43.42        | +34.77       | 1       | +1      |  |
|                        | Juntos por el Perú (JP)                        | 2,054        | 24.45        | +23.39       | 0       | ±0      |  |
|                        | Alianza Gobierno Unidad y Acción (AGUA)        | 1,796        | 21.38        | Nuevo        | 0       | ±0      |  |
|                        | Movimiento Acción Nacionalista Peruano (MANPE) | 362          | 4.31         | +3.72        | 0       | ±0      |  |
|                        | Avanza País (AvP)                              | 209          | 2.49         | Nuevo        | 0       | ±0      |  |
|                        | Socios por Áncash (C)                          | 208          | 2.48         | Nuevo        | 0       | ±0      |  |
|                        | Frente de la Esperanza (FE)                    | 125          | 1.49         | Nuevo        | 0       | ±0      |  |
|                        |                                                |              |              |              |         |         |  |
| Total                  | Total                                          | 8,402        |              |              | 1       | ±0      |  |
|                        |                                                |              |              |              |         |         |  |
| Votos válidos          | Votos válidos                                  | 8,402        | 63.87        | –10.48       |         |         |  |
| Votos en blanco        | Votos en blanco                                | 4,150        | 31.55        | +12.30       |         |         |  |
| Votos nulos            | Votos nulos                                    | 603          | 4.58         | –1.82        |         |         |  |
| Votos emitidos         | Votos emitidos                                 | 13,155       | 71.39        | –1.04        |         |         |  |
| Abstenciones           | Abstenciones                                   | 5,271        | 28.61        | +1.04        |         |         |  |
| Votantes registrados   | Votantes registrados                           | 18,426       |              |              |         |         |  |
|                        |                                                |              |              |              |         |         |  |
| Fuente:                |                                                |              |              |              |         |         |  |

Pomabamba
| Partidos y coaliciones | Partidos y coaliciones                         | Voto popular | Voto popular | Voto popular | Escaños | Escaños |  |
| Partidos y coaliciones | Partidos y coaliciones                         | Votos        | %            | ±pp          | Total   | +/−     |  |
| ---------------------- | ---------------------------------------------- | ------------ | ------------ | ------------ | ------- | ------- |  |
|                        | Alianza Gobierno Unidad y Acción (AGUA)        | 5,104        | 45.96        | Nuevo        | 1       | +1      |  |
|                        | Socios por Áncash (C)                          | 4,061        | 36.57        | Nuevo        | 0       | ±0      |  |
|                        | Movimiento Regional El Maicito (EM)            | 1,269        | 11.43        | +9.40        | 0       | ±0      |  |
|                        | Juntos por el Perú (JP)                        | 490          | 4.41         | +4.03        | 0       | ±0      |  |
|                        | Avanza País (AvP)                              | 83           | 0.75         | Nuevo        | 0       | ±0      |  |
|                        | Movimiento Acción Nacionalista Peruano (MANPE) | 64           | 0.58         | –34.02       | 0       | –1      |  |
|                        | Fuerza Popular (FP)                            | 34           | 0.31         | –0.08        | 0       | ±0      |  |
|                        |                                                |              |              |              |         |         |  |
| Total                  | Total                                          | 11,105       |              |              | 1       | ±0      |  |
|                        |                                                |              |              |              |         |         |  |
| Votos válidos          | Votos válidos                                  | 11,105       | 78.37        | +3.33        |         |         |  |
| Votos en blanco        | Votos en blanco                                | 2,139        | 15.10        | –2.09        |         |         |  |
| Votos nulos            | Votos nulos                                    | 926          | 6.53         | –1.24        |         |         |  |
| Votos emitidos         | Votos emitidos                                 | 14,170       | 72.85        | –2.56        |         |         |  |
| Abstenciones           | Abstenciones                                   | 5,280        | 27.15        | +2.56        |         |         |  |
| Votantes registrados   | Votantes registrados                           | 19,450       |              |              |         |         |  |
|                        |                                                |              |              |              |         |         |  |
| Fuente:                |                                                |              |              |              |         |         |  |

Recuay
| Partidos y coaliciones | Partidos y coaliciones                  | Voto popular | Voto popular | Voto popular | Escaños | Escaños |  |
| Partidos y coaliciones | Partidos y coaliciones                  | Votos        | %            | ±pp          | Total   | +/−     |  |
| ---------------------- | --------------------------------------- | ------------ | ------------ | ------------ | ------- | ------- |  |
|                        | Alianza Gobierno Unidad y Acción (AGUA) | 3,927        | 39.50        | Nuevo        | 1       | +1      |  |
|                        | Movimiento Regional El Maicito (EM)     | 2,974        | 29.91        | –11.07       | 0       | –1      |  |
|                        | Juntos por el Perú (JP)                 | 1,766        | 17.76        | +16.23       | 0       | ±0      |  |
|                        | Socios por Áncash (C)                   | 1,049        | 10.55        | Nuevo        | 0       | ±0      |  |
|                        | Avanza País (AvP)                       | 227          | 2.28         | Nuevo        | 0       | ±0      |  |
|                        |                                         |              |              |              |         |         |  |
| Total                  | Total                                   | 9,943        |              |              | 1       | ±0      |  |
|                        |                                         |              |              |              |         |         |  |
| Votos válidos          | Votos válidos                           | 9,943        | 74.68        | +12.44       |         |         |  |
| Votos en blanco        | Votos en blanco                         | 2,438        | 18.31        | –11.54       |         |         |  |
| Votos nulos            | Votos nulos                             | 933          | 7.01         | –0.89        |         |         |  |
| Votos emitidos         | Votos emitidos                          | 13,314       | 78.30        | –1.09        |         |         |  |
| Abstenciones           | Abstenciones                            | 3,689        | 21.70        | +1.09        |         |         |  |
| Votantes registrados   | Votantes registrados                    | 17,003       |              |              |         |         |  |
|                        |                                         |              |              |              |         |         |  |
| Fuente:                |                                         |              |              |              |         |         |  |

Santa
| Partidos y coaliciones | Partidos y coaliciones                         | Voto popular | Voto popular | Voto popular | Escaños | Escaños |  |
| Partidos y coaliciones | Partidos y coaliciones                         | Votos        | %            | ±pp          | Total   | +/−     |  |
| ---------------------- | ---------------------------------------------- | ------------ | ------------ | ------------ | ------- | ------- |  |
|                        | Juntos por el Perú (JP)                        | 37,290       | 19.38        | +17.61       | 1       | +1      |  |
|                        | Alianza Gobierno Unidad y Acción (AGUA)        | 36,387       | 18.91        | Nuevo        | 0       | ±0      |  |
|                        | Socios por Áncash (C)                          | 31,699       | 16.47        | Nuevo        | 0       | ±0      |  |
|                        | Movimiento Regional El Maicito (EM)            | 28,010       | 14.55        | +0.05        | 0       | ±0      |  |
|                        | Movimiento Acción Nacionalista Peruano (MANPE) | 27,907       | 14.50        | +11.93       | 0       | ±0      |  |
|                        | Frente de la Esperanza (FE)                    | 16,109       | 8.37         | Nuevo        | 0       | ±0      |  |
|                        | Fuerza Popular (FP)                            | 8,899        | 4.62         | +0.54        | 0       | ±0      |  |
|                        | Avanza País (AvP)                              | 6,157        | 3.20         | Nuevo        | 0       | ±0      |  |
|                        |                                                |              |              |              |         |         |  |
| Total                  | Total                                          | 192,458      |              |              | 1       | ±0      |  |
|                        |                                                |              |              |              |         |         |  |
| Votos válidos          | Votos válidos                                  | 192,458      | 69.81        | –0.24        |         |         |  |
| Votos en blanco        | Votos en blanco                                | 45,738       | 16.59        | +0.07        |         |         |  |
| Votos nulos            | Votos nulos                                    | 37,495       | 13.60        | +0.18        |         |         |  |
| Votos emitidos         | Votos emitidos                                 | 275,691      | 76.52        | –3.34        |         |         |  |
| Abstenciones           | Abstenciones                                   | 84,614       | 23.48        | +3.34        |         |         |  |
| Votantes registrados   | Votantes registrados                           | 360,305      |              |              |         |         |  |
|                        |                                                |              |              |              |         |         |  |
| Fuente:                |                                                |              |              |              |         |         |  |

Sihuas
| Partidos y coaliciones | Partidos y coaliciones                         | Voto popular | Voto popular | Voto popular | Escaños | Escaños |  |
| Partidos y coaliciones | Partidos y coaliciones                         | Votos        | %            | ±pp          | Total   | +/−     |  |
| ---------------------- | ---------------------------------------------- | ------------ | ------------ | ------------ | ------- | ------- |  |
|                        | Juntos por el Perú (JP)                        | 3,549        | 28.32        | +27.91       | 1       | +1      |  |
|                        | Alianza Gobierno Unidad y Acción (AGUA)        | 3,436        | 27.42        | Nuevo        | 0       | ±0      |  |
|                        | Movimiento Regional El Maicito (EM)            | 3,107        | 24.79        | +7.82        | 0       | ±0      |  |
|                        | Movimiento Acción Nacionalista Peruano (MANPE) | 1,736        | 13.85        | +13.10       | 0       | ±0      |  |
|                        | Socios por Áncash (C)                          | 419          | 3.34         | Nuevo        | 0       | ±0      |  |
|                        | Avanza País (AvP)                              | 137          | 1.09         | Nuevo        | 0       | ±0      |  |
|                        | Frente de la Esperanza (FE)                    | 90           | 0.72         | Nuevo        | 0       | ±0      |  |
|                        | Fuerza Popular (FP)                            | 59           | 0.47         | –0.31        | 0       | ±0      |  |
|                        |                                                |              |              |              |         |         |  |
| Total                  | Total                                          | 12,533       |              |              | 1       | ±0      |  |
|                        |                                                |              |              |              |         |         |  |
| Votos válidos          | Votos válidos                                  | 12,533       | 77.17        | +3.11        |         |         |  |
| Votos en blanco        | Votos en blanco                                | 2,570        | 15.82        | –2.50        |         |         |  |
| Votos nulos            | Votos nulos                                    | 1,138        | 7.01         | –0.61        |         |         |  |
| Votos emitidos         | Votos emitidos                                 | 16,241       | 71.95        | –2.24        |         |         |  |
| Abstenciones           | Abstenciones                                   | 6,333        | 28.05        | +2.24        |         |         |  |
| Votantes registrados   | Votantes registrados                           | 22,574       |              |              |         |         |  |
|                        |                                                |              |              |              |         |         |  |
| Fuente:                |                                                |              |              |              |         |         |  |

Yungay
| Partidos y coaliciones | Partidos y coaliciones                         | Voto popular | Voto popular | Voto popular | Escaños | Escaños |  |
| Partidos y coaliciones | Partidos y coaliciones                         | Votos        | %            | ±pp          | Total   | +/−     |  |
| ---------------------- | ---------------------------------------------- | ------------ | ------------ | ------------ | ------- | ------- |  |
|                        | Alianza Gobierno Unidad y Acción (AGUA)        | 8,530        | 37.16        | Nuevo        | 1       | +1      |  |
|                        | Juntos por el Perú (JP)                        | 6,397        | 27.87        | +26.93       | 1       | +1      |  |
|                        | Movimiento Regional El Maicito (EM)            | 3,396        | 14.80        | +4.37        | 0       | ±0      |  |
|                        | Socios por Áncash (C)                          | 1,904        | 8.30         | Nuevo        | 0       | ±0      |  |
|                        | Movimiento Acción Nacionalista Peruano (MANPE) | 1,208        | 5.26         | –12.76       | 0       | ±0      |  |
|                        | Avanza País (AvP)                              | 949          | 4.13         | Nuevo        | 0       | ±0      |  |
|                        | Fuerza Popular (FP)                            | 385          | 1.68         | +0.82        | 0       | ±0      |  |
|                        | Frente de la Esperanza (FE)                    | 184          | 0.80         | Nuevo        | 0       | ±0      |  |
|                        |                                                |              |              |              |         |         |  |
| Total                  | Total                                          | 22,953       |              |              | 2       | ±0      |  |
|                        |                                                |              |              |              |         |         |  |
| Votos válidos          | Votos válidos                                  | 22,953       | 65.64        | –4.79        |         |         |  |
| Votos en blanco        | Votos en blanco                                | 9,058        | 25.90        | +5.96        |         |         |  |
| Votos nulos            | Votos nulos                                    | 2,959        | 8.46         | –1.17        |         |         |  |
| Votos emitidos         | Votos emitidos                                 | 34,970       | 77.84        | –1.71        |         |         |  |
| Abstenciones           | Abstenciones                                   | 9,956        | 22.16        | +1.71        |         |         |  |
| Votantes registrados   | Votantes registrados                           | 44,926       |              |              |         |         |  |
|                        |                                                |              |              |              |         |         |  |
| Fuente:                |                                                |              |              |              |         |         |  |

### Autoridades electas
| Cargo                                                        | Autoridad electa | Autoridad electa           | Partido político | Partido político                 |
| ------------------------------------------------------------ | ---------------- | -------------------------- | ---------------- | -------------------------------- |
| Gobernador Regional de Áncash                                |                  | Fabián Noriega Brito       |                  | Alianza Gobierno Unidad y Acción |
| Vicegobernadora Regional de Áncash                           |                  | Angelly Epifanía Chávez    |                  | Alianza Gobierno Unidad y Acción |
| Consejera Regional de Áncash (por Aija)                      |                  | Dania Brito Orellano       |                  | Alianza Gobierno Unidad y Acción |
| Consejera Regional de Áncash (por Antonio Raimondi)          |                  | Luz Mautino Huamán         |                  | Alianza Gobierno Unidad y Acción |
| Consejero Regional de Áncash (por Asunción)                  |                  | Félix Romero López         |                  | Movimiento Regional El Maicito   |
| Consejero Regional de Áncash (por Bolognesi)                 |                  | Víctor Garro Condezo       |                  | Socios por Áncash                |
| Consejero Regional de Áncash (por Carhuaz)                   |                  | Edson Cancha Villanueva    |                  | Alianza Gobierno Unidad y Acción |
| Consejero Regional de Áncash (por Carhuaz)                   |                  | Alejandro López Cosco      |                  | Socios por Áncash                |
| Consejera Regional de Áncash (por Carlos Fermín Fitzcarrald) |                  | Karen Lázaro Luis          |                  | Socios por Áncash                |
| Consejero Regional de Áncash (por Casma)                     |                  | Andy Montes Pimentel       |                  | Movimiento Regional El Maicito   |
| Consejera Regional de Áncash (por Corongo)                   |                  | Rocío Cochachin Arias      |                  | Alianza Gobierno Unidad y Acción |
| Consejero Regional de Áncash (por Huaraz)                    |                  | Walter Medrano Acuña       |                  | Alianza Gobierno Unidad y Acción |
| Consejera Regional de Áncash (por Huaraz)                    |                  | Yanet Pinto Toledo         |                  | Alianza Gobierno Unidad y Acción |
| Consejero Regional de Áncash (por Huari)                     |                  | Calixto Robles Ramírez     |                  | Alianza Gobierno Unidad y Acción |
| Consejero Regional de Áncash (por Huari)                     |                  | Víctor Pimentel Bravo      |                  | Socios por Áncash                |
| Consejero Regional de Áncash (por Huarmey)                   |                  | Nolberto Roca Maza         |                  | Movimiento Regional El Maicito   |
| Consejero Regional de Áncash (por Huaylas)                   |                  | Miguel Lavado Aparicio     |                  | Alianza Gobierno Unidad y Acción |
| Consejero Regional de Áncash (por Huaylas)                   |                  | Chang Milla Ponce          |                  | Socios por Áncash                |
| Consejero Regional de Áncash (por Mariscal Luzuriaga)        |                  | Walter Tarazona Crispín    |                  | Socios por Áncash                |
| Consejero Regional de Áncash (por Ocros)                     |                  | Uzías Ariza Aguirre        |                  | Socios por Áncash                |
| Consejero Regional de Áncash (por Pallasca)                  |                  | Edgar López Rosales        |                  | Movimiento Regional El Maicito   |
| Consejero Regional de Áncash (por Pomabamba)                 |                  | Yury Álvarez Álvarez       |                  | Alianza Gobierno Unidad y Acción |
| Consejero Regional de Áncash (por Recuay)                    |                  | Yover Montoya Castillo     |                  | Alianza Gobierno Unidad y Acción |
| Consejero Regional de Áncash (por Santa)                     |                  | Alexander Peláez Vera      |                  | Juntos por el Perú               |
| Consejero Regional de Áncash (por Sihuas)                    |                  | Gregorio Silvestre Sánchez |                  | Juntos por el Perú               |
| Consejero Regional de Áncash (por Yungay)                    |                  | Hugo Mallqui Montañez      |                  | Alianza Gobierno Unidad y Acción |
| Consejero Regional de Áncash (por Yungay)                    |                  | Dali García Durán          |                  | Juntos por el Perú               |